# 格爾麥·格赫布雷斯拉塞
格爾麥·格赫布雷斯拉塞（Ghirmay Ghebreslassie，1995年11月14日—）是一名厄利垂亞長跑運動員，主攻馬拉松。他是2015年世界田徑錦標賽男子馬拉松冠軍，也是史上最年輕的的冠軍得主，同時成為厄利垂亞首位獲得世界田徑錦標賽冠軍的運動員。

## 外部連結
- 格爾麥·格赫布雷斯拉塞在的頁面